# ماریل، کوبا

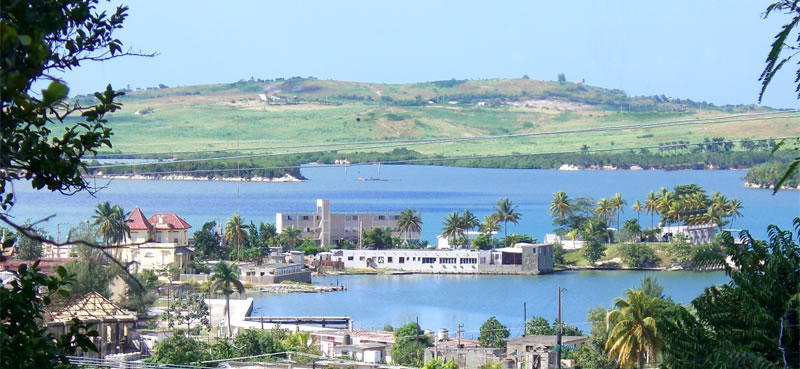
نگاره‌ای از بندر ماریل

ماریِل (به اسپانیایی: Mariel) نام شهری بندری در استان آرتمیسا، کوبا است. ماریِل در ۴۰ کیلومتری غرب هاوانا واقع شده‌است. بندر ماریِل نزدیک‌ترین  بندر کوبا به ایالت فلوریدا در ایالات متحده آمریکا است.
در سال ۱۹۸۰ میلادی، فیدل کاسترو، رهبر انقلاب کوبا، به ۱۲۵ هزار نفر از کوبایی‌هایی که خواستار ترک کوبا بودند، اجازه داد تا از طریق بندر ماریل طی یک مهاجرت انبوه به خانواده‌های‌شان در ایالات متحده ملحق شوند.

## در فرهنگ عامه
- ‌ تونی مونتانا، شخصیت اصلی فیلم صورت‌زخمی، خود را از طریق بندر ماریِل به میامی، فلوریدا می‌رساند.[۲]